# Ґродзево
Ґродзево (пол. Grodzewo, нім. Eichenstein) — село в Польщі, у гміні Сьрем Сьремського повіту Великопольського воєводства.
Населення — 85 осіб (2011).
У 1975-1998 роках село належало до Познанського воєводства.

## Демографія
Демографічна структура станом на 31 березня 2011 року:
|          | Загалом | Допрацездатний вік | Працездатний вік | Постпрацездатний вік |
| -------- | ------- | ------------------ | ---------------- | -------------------- |
| Чоловіки | 43      | 11                 | 30               | 2                    |
| Жінки    | 42      | 10                 | 26               | 6                    |
| Разом    | 85      | 21                 | 56               | 8                    |